# Уральские шведы
Уральские шведы (швед.  uralsvenskar) — субэтническая группа уральских казаков, потомки пленённых шведов времён Великой Северной войны 1700—1721 гг. Подобно oренбургским французам — ветеранам войны 1812 года были практически полностью ассимилированы русскими в среде уральского казачества.

## История происхождения
После битвы под Полтавой в 1709 году немалое число плененых шведов из армии Карла XII попало на Урал. Так, тем, что среди пленных шведов оказалось немало специалистов-металлургов, воспользовался, например, командир Уральских и Сибирских заводов В. Н. Татищев. Он, благосклонно относясь к бывшим противникам, добился указа Синода, позволившем шведам жениться на русских девушках без перемены религии. Василий Никитич нашёл среди пленных некоего Шенстрёма, который имел в Швеции свои собственные железные заводы, и, будучи знатоком в металлургии, во многом помог своими советами первому командиру Уральских и Сибирских заводов. На Урале шведские военнопленные жили и работали, находясь в разряде крепостных.
Также шведы удачно вписались в казачьи линии Южного Урала. Большинство пленных попавших на Урал были крещены и ассимилированы. Данные о яицких казаках которые содержатся в материалах переписи полковника Захарова (1723—1724), указывали, что в Войске находятся 3 196 служилых казаков и 219 отставных, а также «казачьих детей и братьев, племянников и шурьев, за малолетством в службу не годных» — 2 357 человек, а всего 5 771 человек. Из них перепись 1723 года показала свыше 500 пришлых, среди которых «инородцев шведской и чухонской породы» только пятерых, что совершенно не отвечает численности переселённых на Урал и в Сибирь шведов.

## Ассимиляция
Перешедшие на русскую службу и служившие в Астрахани и Казани пленные в числе не менее 8000, участвовали и в Хивинском походе князя Бекович-Черкасского 1714—1717 годов. Можно сопоставить это сообщение со словами донесения английского посла в России Чарльза Уитворта из Москвы от 1 сентября 1709 г.: «До меня дошли слухи, будто около шести тысяч пленных шведов и немцев поступили на царскую службу… Они будут распределены по различным гарнизонам в Азов, Астрахань и т. д.». Из участвовавших в том же походе 1500 яицких казаков вернулись немногие. Так что каждый пришлый швед был в строку. В работе А. Б. Карпова приведены статистические данные за 1723 г., показывающие, какие нерусские элементы и в каком количестве составляли Яицкое казачье войско в период активного фамилиеобразования: Часть яицких казаков нерусской национальности на Яике обязаны были креститься, пришедшие добровольно могли сохранить свою веру. Обращение в христианство способствовало ассимиляции казаков нерусской национальности казаками-русскими. Причём попавшие в Яицкое войско вследствие обращения в православие не оставили следа даже в основах казачьих фамилий. Тем более при таком удалении от центра на них, в отличие от шведов в Петербурге и Москве, не распространялся указ, принятый Сенатом в 1717 году «О запрещении крестить и женить Шведских военнопленных неволею». В то же время согласно довольно запутанной формулировке 23 пункта Ништадского мира выезд женившихся шведов на родину вместе с семьёй был ограничен. После возникновения Оренбургского Казачьего Войска часть уральцев помогала в обустройстве новой линии. Тогда же в 1725 году возникла станица Сакмарская основанная Уральцами. Кроме неё было позволено заселиться в станицах Оренбургской и Воздвиженской семьям смешанного происхождения. Причём в крепости Воздвиженской в силу обособленности, в бытовой речи вплоть до начала XX века ещё сохранялся определённый диалектизм. Жившие в Воздвиженской оказаченные потомки отличались богатым и разнообразным фольклором, высоким уровнем грамотности. Среди устного творчества можно выделить героические сказания, восхваляющие подвиги героев во время походов на турок, героев участников борьбы с Хивой. Основные герои — это десять братьев казаков во главе с Гугнарем и их отец Бури. Дома имелась традиция ведения библиотек, в основном религиозной литературы.